# Polderpark Cronesteyn

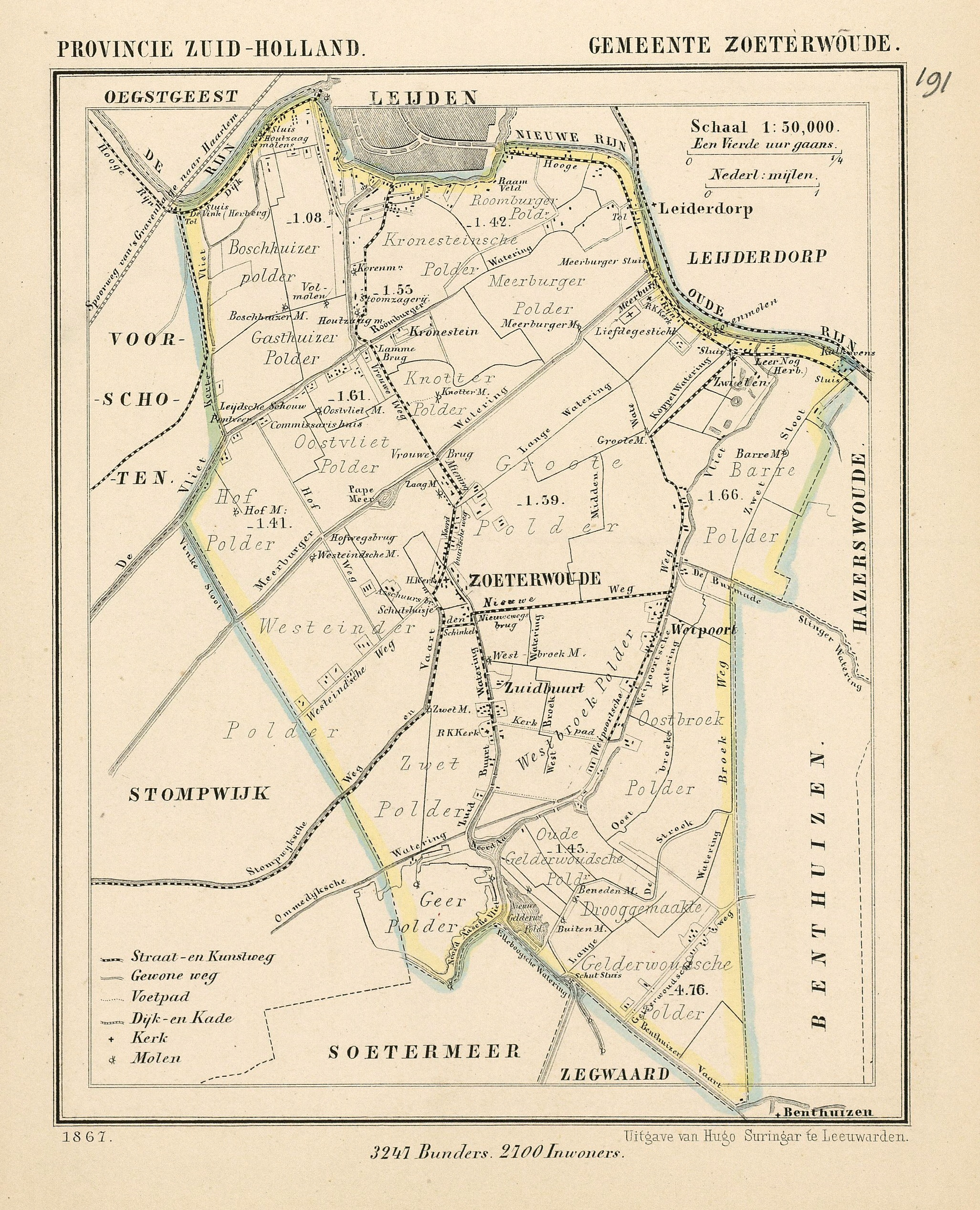
"Kronestein" en de Knotterpolder op een kaart van de gemeente Zoeterwoude uit 1867.

Polderpark Cronesteyn is een circa 120 hectare groot park in de gemeente Leiden in de Nederlandse provincie Zuid-Holland. Het is ingedeeld als buurt die deel uitmaakt van wijk Roodenburgerdistrict.
Het park is in 1982 gerealiseerd naar ontwerp van Evert Cornet in de Kleine Cronesteinse of Knotterpolder tussen de snelweg A4, de spoorlijn Leiden - Alphen, het Rijn-Schiekanaal en de Vrouwenvaart.
Het park en de polder zijn vernoemd naar het verdwenen Kasteel Cronesteyn, waarvan alleen de slotgracht nog resteert. Deze maakt nu deel uit van het Landgoedbos in het polderpark.
Het gebied lag tot de annexatie van 1966 in de gemeente Zoeterwoude. In 1975 kwam het grondgebied geheel in bezit van de gemeente Leiden, waarna werd besloten het tot polderpark te bestemmen.